# Sven-Eric Bechtolf
Sven-Eric Bechtolf, né le 13 décembre 1957 à Darmstadt (Allemagne), est un acteur et metteur en scène allemand.

## Biographie et carrière
Sven-Eric Bechtolf s'est formé au Mozarteum de Salzbourg et a ensuite travaillé dans des théâtres renommés tels que le Schauspielhaus de Zurich, le Schauspielhaus Bochum et le théâtre Thalia de Hambourg.
Dans les années 1980 et 1990, il joue beaucoup dans des séries policières telles Le Renard, Derrick , Tatort et Balko.
De 1999 à 2006, il est membre permanent de l’ensemble du Burgtheater de Vienne et participe régulièrement au Festival de Salzbourg. Son répertoire est vaste et comprend des rôles tels que Karl Moor dans Les Brigands de Friedrich von Schiller, Othello, Robespierre et Arturo Ui.
Sven-Eric Bechtolf travaille ensuite avec les réalisateurs Ruth Berghaus, Andrea Breth, Benno Besson, Jürgen Flimm, Gerd Heinz, Andreas Kriegenburg, Robert Wilson, Luc Bondy et Frank-Patrick Steckel. Un de ses rôles les plus célèbres est celui d'Hubert Finidori dans la pièce Trois versions de la vie de Yasmina Reza (mise en scène de Luc Bondy).
Après sa mise en scène de la pièce Le Terrier de Franz Kafka à Bochum, dans laquelle il a également joué le rôle principal, le théâtre Thalia de Hambourg l’engage pour la mise en scène de diverses productions théâtrales : Roméo et Juliette de Shakespeare, Cyrano de Bergerac d’Edmond Rostand et bien d’autres.
Actif également dans le théâtre musical, en 2000, à Zurich, il met en scène l’opéra Lulu d'Alban Berg, sa première œuvre en tant que metteur en scène d'opéra. Suivront, en décembre 2006, Arabella de Richard Strauss à l'Opéra d'État de Vienne (scénographie Rolf Glittenberg, costumes Marianne Glittenberg), entre 2006 et 2009, les trois opéras Lorenzo da Ponte de Wolfgang Amadeus Mozart à l'Opernhaus de Zurich, dirigés par Franz Welser-Möst.
De 2012 à 2016, il est directeur de théâtre du Festival de Salzbourg, en plus du rôle de directeur « général » en 2015 et 2016 (le directeur assume la responsabilité artistique globale, programme et occupe le programme d'opéra lui-même, il propose les directeurs de théâtre et de concert) .
Il était marié à l'actrice suisse Charlotte Schwab, avec qui il a un enfant. Depuis 2016, Il est marié à la soprano Anett Fritsch.

## Filmographie (sélection)
- 1980 : Derrick : Un cierge pour l’assassin (Dem Mörder eine Kerze) : Albert Hess
- 1982 : Derrick : L’imprudence (Ein Fall     für Harry): Richard Klinger
- 1982 : La Montagne magique de Hans W. Geissendörfer : Albin
- 1983 : Derrick : Le chantage (Die Tote in der Isar) : Ingo Reitz
- 1984 : Le Renard : Deux cercueils (Zwei Särge aus Florida) : Peter Steinburger
- 1986 : Le Renard : Deux vies (Zwei Leben) : Rober Rehfeld
- 1986 : Le Renard : Mal branché (Falsch verbunden) : Christian Grevenau
- 1987 : Le Renard : Traces effacées (Verwischte Spuren) : Michael Bernsdorf
- 1988 : Le Renard : Lettre d’un mort (Brief eines Toten) : Theodor Lachmann
- 1989 : Le Renard : Trou de mémoire (Klassentreffen) : Gerhard Steffens
- 1990 : Le Renard : La mariée amnésique (Braut ohne Gedächtnis) : Hans Oldenburger
- 1991 : Derrick : Tendresse fugitive (Wer bist du Vater ?) : Rudolf
- 1992 : Le Renard : Tout ou rien (Es war alles ganz anders) : Jens Friedrich
- 1993 : Derrick : La cabane au bord du lac (Die Nacht mit Ariane) : Benno Mahler
- 1996 : Tatort : Parteifreunde : Mr Hancke
- 1996 : Le Renard : La thérapie (Die Tat) : Sven König
- 1996-1999 : Artze (7 épisodes) : Le Dr Konrad Vogt
- 1998 : Balko: Une idée fixe (Der Drachentöter) : Jochen Giese
- 2000 : Tatort : Le scorpion noir (Der schwarze Skorpion) : Lohner
- 2003 : Emilia Galotti de Andreas Morell d’après la pièce de Gotthold Ephraim Lessing : Hettore Gonzaga
- 2020: Das Geheimnis der Freiheit de Dror Zahavi: Bertold Beitz

## Prix
- 2001 : prix Nestroy du meilleur acteur pour son rôle dans Trois versions de la vie (Hubert Finidori) - Akademietheater / Burgtheater
- 2002 : prix Nestroy du meilleur acteur pour son rôle dans The Far Country (Hofreiter) - Festival de Salzbourg
- 2011 : anneau d'Albin Skoda
- 2016 : croix autrichienne d'honneur pour la science et l'art de 1re classe[3]

## Publications (sélection)
- Vorabend: Eine Aneignung, zu: Richard Wagner, Der Ring des Nibelungen, Belletristische Darstellung, Haymon Verlag, Innsbruck 2007,  (ISBN 978-3-85218-545-3)[4]